# Estola crassepunctata
Estola crassepunctata là một loài bọ cánh cứng trong họ Cerambycidae.